# روبوتات حيوية

الروبوتات الحيوية هو مصطلح واسع يغطي مجالات السبرانية والبيونية وحتى الهندسة الوراثية في صورة دراسة جماعية.
وغالبًا ما تستخدم الروبوتات الحيوية للإشارة إلى مجال الروبوتات: الفرعي الحقيقي الذي يدرس كيفية صناعة الروبوتات التي تضاهي وتحاكي الكائنات الحية ميكانيكيًا أو حتى كيميائيًا. ويستخدم المصطلح أيضًا في التعريف المعاكس: وهو ما يجعل الكائنات الحية روبوتات من حيث الاستخدام أو الوظيفة أو يجعلها كمكونات الروبوتات.
وقد يشار إلى الروبوتات الحيوية بالمعنى الأخير على أنها اختصاص نظري للهندسة الوراثية الشاملة التي يتم إنشاء الكائنات الحية وتصميمها فيها عن طريق الوسائل الاصطناعية. على سبيل المثال ربما بدأت خلق الحياة من مواد غير حية وقد تكون روبوتات حيوية. جديرُ بالذكر أن هذا المجال لا يزال في بدايته ويُعرف في بعض الأحيان على أنه الأحياء الاصطناعية أو علم الأحياء النانوي.
وردت الروبوتات في الأدب القصصي في روبوتات روسوم العالمية، وهي المسرحية التي كانت سببًا في صياغة المصطلح، التي تم فيها تقديم الروبوتات على أنها كيانات حيوية اصطناعية أقرب إلى الروبوتات الحيوية من الكائنات الميكانيكية التي يشير المصطلح إليها. وقد تعد عمليات التنسخ في فيلم بلاد رنر (Blade Runner) روبوتات حيوية بطبيعتها: فالكائنات الحية (الاصطناعية) للأنسجة والخلايا الحية يتم خلقه بشكل صناعي حتى الآن. تعتمد دماغ الروبوتات الحيوية على العقدة والعصبون الاصطناعي بدلاً من الدوائر التكاملية.

## بايورويد (Bioroid)
تستخدم مجموعة صغيرة من سيبربنك وأنمي ميكا ومانغا ولعبة تقمص الأدوار مصطلح البايورويد في بعض الأحيان للإشارة إلى الروبوت الحيوي جزئيًا أو كليًا لسلالة العبودية البشرية المهندسة وراثيًا، على غرار عمليات التنسخ في بلاد رنر. وانتشر هذا المصطلح بسبب مسلسل الصور المتحركة التليفزيوني روبوتك (Robotech) عندما أُعيد استخدامه من المسلسل الياباني ذا سوبر دايمنشن كافالري سوثرن كروس (The Super Dimension Cavalry Southern Cross) في 1984. أما المصطلح البديل بيوت، فهو اختصار لـ «الروبوت البيولوجي» وتم صياغته أصلاً عن طريق أرثور سي كلارك (Arthur C. Clarke) في روايته موعد مع راما (Rendezvous with Rama) في عام 1972.

## التجربة العملية
تم وضع دماغ بيولوجية، نمت من العصبونات المزروعة التي كان قد تم فصلها أصلاً، على أنها كيان عصبي ثم تجسدت بعد ذلك في جسم روبوت بواسطة كيفين وارويك (Kevin Warwick) وفريقه في جامعة ريدنج. يستقبل الدماغ المدخلات من أجهزة الاستشعار الموجودة على جسم الروبوت ويصدر الأوامر من الدماغ التي تزود الروبوت بإشارات الحركة فقط. الدماغ البيولوجي هو الدماغ الوحيد للروبوت.

## وصلات خارجية
- Bioroïdes - A timeline of the popularization of the idea (in لغة فرنسية)
- Harvard BioRobotics Laboratory, Harvard University
- BioRobotics Lab in Korea نسخة محفوظة 14 مايو 2012 على موقع واي باك مشين.
- Laboratory of Biomedical Robotics and Biomicrosystems, Italy
- Tiny backpacks for cells (MIT News)
- Bio-Robotics and Human Modeling Laboratory - Georgia Institute of Technology
- Biorobotics Laboratory at École Polytechnique Fédérale de Lausanne (Switzerland)
- BioRobotics Laboratory, Free University of Berlin نسخة محفوظة 22 أبريل 2013 على موقع واي باك مشين. (Germany)
- Biorobotics research group, Institute of Movement Science, CNRS/Aix-Marseille University (France)